# Philippe Vatuone
Philippe Vatuone (Sete, Francia, 13 de abril de 1962) es un gimnasta artístico francés, medallista de bronce olímpico en 1984 en la prueba de suelo.

## 1983
En el Mundial de Budapest 1983 gana la plata en barra horizontal, tras el soviético Dimitri Bilozertsev y empatado con otro soviético Alexander Pogolerov.

## 1984
En los JJ. OO. de Los Ángeles consigue el bronce en suelo, tras los chinos Li Ning (oro) y Yun Lou (plata) y empatado con el japonés Koji Sotomura.